# 卧龙斑叶兰
卧龙斑叶兰（学名：Goodyera wolongensis）为兰科斑叶兰属下的一个种。

## 扩展阅读
- 維基物種上的相關：卧龙斑叶兰